# Guddommelig lov
Guddommelig lov er den lov eller forskrift, som ifølge tilhængerne af en religion, er pålagt dem af guddommelige aktører, en af de ældst kendte formuleringer kendes fra den romerske religion (ius divinum). Indenfor kristendommen stammer den guddommelige lov fra læsning og tolkning af biblen, mens den indenfor islam især stammer fra koranen og hadith.
Naturlig lov opfattes i nogle tilfælde som en manifestation af den guddommelige lov, og begge er uafhængig af mennesket, som derfor ikke kan ændre dem. Guddommelige lov kendes gennem åbenbaring, og nye religioner kan opstå som følge af nytolkninger og modtagelse af nye åbenbaringer som erstatter de oprindelige.